# كييشي كيتاغاوا
كييشي كيتاغاوا (باليابانية: 北川圭一؛ بالكانا: きたがわ けいいち) مواليد 24 مارس 1967 في كيوتو، هو متسابق دراجات نارية ياباني سابق. نافس في سباقات بطولة العالم لفئة 500 سي سي. كما شارك في بطولة العالم للسوبربايك.

## روابط خارجية
- كييشي كيتاغاوا على موقع WorldSBK.com (الإنجليزية)